# 布袋鹽場

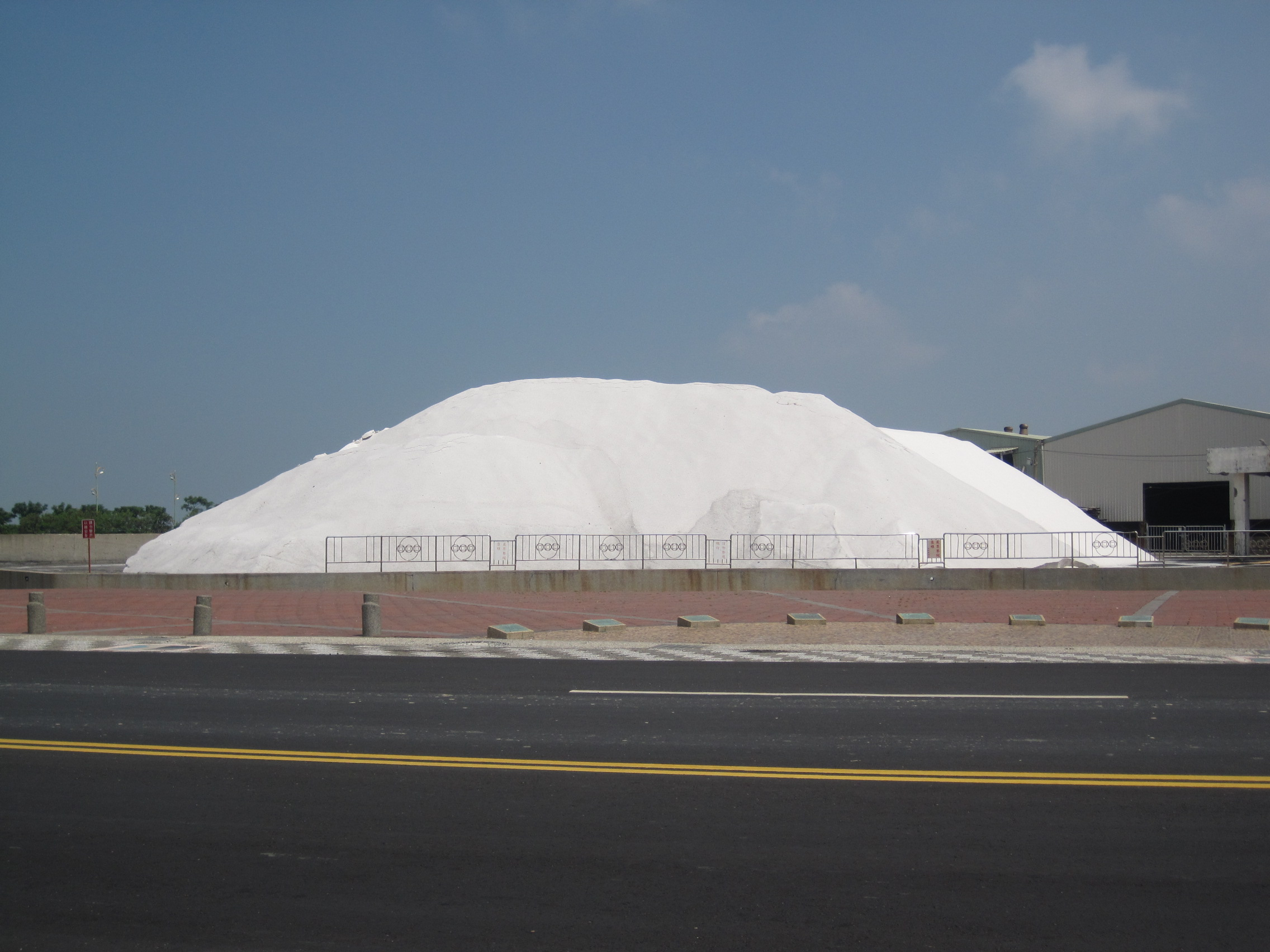
嘉義布袋鹽山

布袋鹽場是臺灣在二次大戰後由臺灣製鹽總廠所設的六大鹽場之一，範圍跨越嘉義縣的東石鄉、布袋鎮與義竹鄉，境內接收了十多個鹽田，其中包括了歷史可追溯至清朝的「新厝鹽田」（第三代洲南場）。布袋鹽場成立後，其內設有掌潭、壽島、新厝、中區、北港及新塭六個場務所，並分為十個生產區，是台灣在二戰後，產量最大的鹽場，鹽工及眷屬數量亦最多，直至民國九十年（2001年）才廢曬。
臺灣製鹽總廠在1995年民營化改為「臺鹽實業股份有限公司」，在布袋鹽場廢曬後，設立「台鹽實業股份有限公司嘉義廠」，並在2003年更名為「生技三廠」，而在廠區南側設有小型的嘉義鹽山。廢曬的鹽田多未有大規模開發而成為了濕地，部分鹽田於2007年由內政部營建署評定為國家級重要濕地──布袋鹽田濕地。

## 沿革
布袋鹽場境內在清乾隆四十九年（1784年）時設有大田場鹽場，但沒過多久便毀於林爽文事件中，廢棄成魚塭。後來因為位於今天臺南縣七股鄉內的第二代洲南場毀於洪水，受命遷建的臺南富商吳尚新便在道光四年（1824年）擇於此地重建洲南場，並同時改良「瀨口式鹽田」為「布袋式鹽田」，使臺灣鹽產增加。
進入日治時期後，臺灣與日本商人成立的製鹽公司紛紛在布袋一帶成立了數座鹽田，但後來均在1941年被臺灣製鹽株式會社所強制併購。此外日治時期末期南日本鹽業株式會社亦在此處強制徵收魚塭，開闢了數塊鹽田以提供南日本化學工業株式會社布袋溴素工廠所需的原料。
二次大戰結束後，此處成為布袋鹽場，由掌潭、壽島、新厝、中區、北港及新塭六個場務所管理，並將原有鹽田整理成十個生產區，繼續產鹽。民國七十年代（1980年代）開始機械化，使得鹽工數量逐漸減少，但由於最後臺灣鹽業仍無法與國外競爭，布袋鹽場在民國九十年（2001年）還是停止了生產，結束了此地約218年的曬鹽歷史。

## 日治時期設施

### 專賣局布袋出張所
1899年5月15日，臺灣總督府實施食鹽專賣，在布袋庄內田設立「布袋嘴鹽務局」，並以民宅作為臨時事務所；同年10月，事務所廳舍完工。1901年1月1日，設立「五條港出張所」。全台的鹽務局在1901年6月1日廢止整併為專賣局後改，布袋嘴鹽務局改稱「專賣局布袋嘴支局」。1906年1月，布袋嘴支局新廳舍完工。1907年6月，設立「虎尾藔出張所」。1908年4月，設立「掌潭出張所」。1913年3月，五條港出張所廢止。1915年3月，設立虎尾藔出張所新塭倉庫，打狗支局東港出張所的廳舍移築至新塭。1920年3月，新塭倉庫改為「新塭出張所」；同年9月，布袋嘴支局更名為「布袋支局」。1922年4月，虎尾寮出張所改為虎尾寮倉庫。1922年11月，改稱「臺南支局布袋出張所」，下設掌潭、新塭分室，管轄區域包含臺南州的嘉義郡、斗六郡、虎尾郡、北港郡、東石郡及高雄州澎湖郡。1924年12月，獨立為「專賣局布袋出張所」，並增加菸酒專賣取締的業務。1936年2月，新建粉碎鹽工場。
專賣局布袋出張所管轄的食鹽販賣地區為臺南州的東石郡、新營郡、北港郡，而布袋鹽場的食鹽可分配至台灣新營以北的地區、花蓮、澎湖，亦有部分販賣日本內地、朝鮮、樺太，因為布袋鹽場旁即有布袋港，其運輸條件較台灣其他鹽場佳。二戰後，專賣局布袋出張所改為「臺灣鹽務管理局布袋鹽場公署」。

### 武津神社
在1941年，布袋出張所以皇紀2,600年以及專賣局設立四十周年為契機，規劃興建布袋出張所構內神社。1942年1月28日，布袋出張所的構內神社「武津神社」舉行鎮座式落成，同年4月25日，舉行殉職碑及招魂碑除幕式。武津神社供奉宮城縣鹽竈神社的祭神──武甕槌神、經津主神、鹽土翁神，以及臺灣神社的神祗為祭神，並以「武」、「津」兩字取名為武津神社。武津神社社有神明造的神祠、一座鳥居、一對石燈籠、一對狛犬、祭器、手洗缽、玉垣、神橋。

## 鹽田資料
以下所列為布袋鹽場裡面的鹽田資料。
| 鹽田名         | 面積  | 鹽田結構           | 簡介 |
| -------------- | ----- | ------------------ | --- |
| 網寮土盤鹽田   | 145甲 | 曬鹵式土盤採鹵鹽田 | 該處鹽田位在東石鄉網寮村西北，為布袋鹽場第一生產區，是南日本鹽業株式會社因應工業需求而在昭和十三年（1938年）動工開闢，從昭和十八年（1943年）開始生產工業用鹽直到民國七十三年（1984年）毀於堤防潰決為止。之後土地仍歸布袋鹽場所管，直到布袋鹽場關閉後才繳還國庫。                                       |
| 白水湖瓦盤鹽田 | 89甲  | 曬鹵式瓦盤         | 該處鹽田位於東石鄉白水湖一帶，日治時期名為「掌潭南部鹽田」，是由日本人秋山克己申請開發，後來由黃啟祥、弘敏等人成立的「掌興公司」所經營。民國時期被劃為布袋鹽場第二生產區，為生產至最後的鹽田之一。產鹽時間為1921年至2001年，共80年左右。                                                               |
| 網寮瓦盤鹽田   | 95甲  | 曬鹵式瓦盤         | 位於東石鄉網寮村東南邊，日治時期名為「掌潭北部鹽田」，其先是由「掌潭北部組合」管理，後與「掌潭南部組合」併為「掌潭製鹽株式會社」，直至昭和十六年（1941年）該會社被臺灣製鹽株式會社強制收購為止。戰後被劃為布袋鹽場第二生產區，民國七十三年（1984年）毀於堤防潰決，土地則直到布袋鹽場關閉後才繳還國庫。 |
| 掌潭土盤鹽田   | 310甲 | 土盤採鹵鹽田       | 位在東石鄉掌潭村西邊，是南日本鹽業株式會社在昭和十三年（1938年）經核准後開發而成，主要是提供原料給南日本化學工業株式會社的布袋溴素工廠。於昭和十八年（1943年）開始生產，二次大戰後成為布袋鹽場的第三生產區，繼續生產工業用鹽直到民國七十三年（1984年）毀於潰堤的洪水為止。                             |
| 新厝土盤鹽田   | 80甲  | 土盤採鹵鹽田       | 位在布袋鎮最北端，和掌潭土盤鹽田為同時核准並同時生產的鹽田，也是南日本鹽業所開發，用途亦相同。二次大戰後成為布袋鹽場第四生產區，為布袋鹽場生產到最後的鹽田之一。 |
| 新厝鹽田       | 100甲 | 瓦盤鹽田           | 該鹽田位在布袋鎮新厝仔南側，為布袋鹽場歷史最悠久的鹽田，即清朝時所開闢的第三代洲南場，於日治時期又稱「布袋本島人鹽田」，昭和十六年（1941年）時被臺灣製鹽株式會社強制收購。後來該鹽田成為布袋鹽場第五生產區，生產工業用鹽，也是布袋鹽場生產到最後的鹽田之一。                                           |
| 半路店鹽田     | 12甲  | 瓦盤鹽田           | 其位置在布袋鎮半路店東南側，是臺南商人翁金護在明治三十三年（1900年）所闢建，租給他人產曬的鹽田，後來被臺灣製鹽強制收購。民國時期成為布袋鹽場第六生產區第一分區，生產至民國六十八年（1979年），之後被出售成為建築用地，是布袋鹽場最早廢曬的鹽田。                                                       |
| 野崎鹽田       | 183甲 | 瓦盤鹽田           | 位在布袋鎮南邊，中區鹽田以西，是日本人野崎武吉郎在明治三十八年（1905年）申請開發，完工於大正十年（1921年）的鹽田。該鹽田最初是由野崎鹽行所經營，租給鹽民來產曬，但後來被臺灣製鹽強制收購，二次大戰後被分劃成布袋鹽場第六生產區的第二與第三分區，生產工業用鹽。為布袋鹽場生產到最後的鹽田之一。         |
| 布袋土盤鹽田   | 458甲 | 土盤採鹵鹽田       | 為南日本鹽業株式會社於昭和十三年（1938年）獲准開發，五年後（1943年）完工的鹽田，位在今布袋鎮南側，緊鄰野崎鹽田，負責供應布袋溴素工廠所需的鹵水。戰後成為布袋鹽場第七生產區，生產至布袋鹽場關閉為止。                                                                                                   |
| 北港子採鹵鹽田 | 195甲 | 土盤採鹵鹽田       | 與布袋土盤鹽田為同時獲准開發與完工的鹽田，亦為南日本鹽業所有，功能也相同。位置在義竹鄉北港村西邊。戰後成為布袋鹽場舊五區及第八生產區，一直生產到布袋鹽場關閉為止。 |
| 新塭土盤鹽田   | 137甲 | 土盤採鹵鹽田       | 是臺灣製鹽株式會社所闢建之生產工業用鹽的鹽田，位在布袋鎮新塭村東南邊，後來成為布袋鹽場第九生產區。其生產活動從日治大正十二年（1923年）持續到民國九十年（2001年）布袋鹽場關閉為止。 |
| 新塭採鹵鹽田   | 380甲 | 土盤採鹵鹽田       | 位在布袋鎮新塭村東邊，北邊是布袋土盤鹽場，與北港仔採鹵鹽場亦同屬南日本鹽業，申請獲准及完工時間與用途也相同，後來成為布袋鹽場第九生產區，營運至布袋鹽場關閉為止。 |
| 新塭瓦盤鹽田   | 100甲 | 瓦盤鹽田           | 該鹽田是郭錫五與臺灣製鹽分期共同闢建完成，於大正五年（1916年）開始生產，三年後被臺灣製鹽併購取得產權。戰後成為布袋鹽場第十生產區，生產至布袋鹽場關閉為止。 |
| 虎尾寮鹽田     | 53甲  | 瓦盤鹽田           | 該鹽田位在布袋鎮好美里北邊，是郭錫五與蔡藤等人合資開闢於明治三十九年（1906年）的鹽田。最初是部分由業主自行生產，其餘部分則租給其他鹽民，但後來亦遭臺灣製鹽所併購。戰後成為布袋鹽場第十生產區第四分區，於民國七十三年（1984年）廢曬，土地則在布袋鹽場關閉後繳回國庫。                                   |

## 運輸

### 鹽鐵
日治時期的大正年間（1912年－1925年）設置了將鹽田所產之鹽運送到公堆的輕便車軌道，昭和十三年（1938年）南日本鹽業株式會社又鋪設以鹽館溝為界的南北兩路機關車鐵軌，彼此未互通。北路會運往壽島碼頭，南路則運往贊寮溝。
臺鹽公司接管後於民國四十一年（1952年）因美援協助，開始整頓鐵路系統，連貫場內路線及提升路線標準，次年連貫完成布袋鹽場鐵道路線，並且於民國43年（1954年）連接臺糖新營、岸內糖廠布袋線，方便鹽場輸出。而從鹽場運出的鹽會運送到新營東太子宮站轉運臺，再將鹽從五分車黑臺車廂轉到臺鐵寬軌的貨運車廂，載運到臺灣各地或高雄港去。
布袋鹽場鐵道系統大致成「T」字形，以布袋鎮台鹽嘉義製鹽總廠（目前為生技三廠）工廠為中心，分別向南北分出幹線至北邊的一至五區，與南邊的七至十區，每區再分歧出支線深入鹽場內處。而到了民國八十四年（1995年）8月，布袋鹽場鐵道系統停止運作。

### 海運
日治時期，布袋港是臺灣重要的鹽運港口，而在二次大戰後初期幾年因為高雄港與基隆港等大港受到戰爭的破壞，故布袋港的地位一度因而上升。然而因為布袋港本身條件不佳，必須用小船轉運到大船上，所以到了民國四十年（1951年）便不再由布袋港出口鹽，改繞道高雄港。